# 紀堯姆·吉萊
紀堯姆·吉萊（法語：Guillaume Gillet；1984年3月9日—）是一位比利時足球運動員。在場上的位置是右後衛或中場。他現在效力於比利時足球甲級聯賽球隊皇家沙勒羅瓦體育俱樂部。他也代表比利時國家足球隊參賽。

## 外部連結
- Belgium Stats （页面存档备份，存于） at Belgian FA
- 紀堯姆·吉萊在FootballDatabase.eu中的档案